# Liste de périodiques hyménoptérologiques
Cet article liste des périodiques hyménoptérologiques du monde entier et de langues diverses, actuels ou disparus. Le nom du périodique est suivi, éventuellement, de la date de création - et, le cas échéant, de disparition -, d'une brève définition du domaine hyménoptérologique et géographique couvert, de l'organisme éditeur, du lieu d'édition, de la (des) langue(s) utilisée(s), de l'ISSN et d'un lien vers le site officiel.
Les périodiques consacrés exclusivement à l'apiculture ne figurent pas dans cette liste. 
- Haut – A
- B
- C
- D
- E
- F
- G
- H
- I
- J
- K
- L
- M
- N
- O
- P
- Q
- R
- S
- T
- U
- V
- W
- X
- Y
- Z

## B
- BWARS Newsletter - ISSN 1746-5230
- Bzzz - Section Hyménoptères de la Société entomologique néerlandaise.

## O
- Osmia - Lettre de contact du groupe Apoidea-Gallica, consacrée aux abeilles sauvages (à l'origine Apoidea-Armoricana) (électronique) - Europe francophone.

## S
- Sphecos, électronique, consacré aux hyménoptères aculéates (États-Unis)

## W
- Wasp Times - Lettre consacrée aux guêpes sociales invasives (Nouvelle-Zélande) [1].